# Vaterpolo klub Primorac
Le Vaterpolo klub Primorac est un club monténégrin de water-polo de la ville de Kotor.

## Historique
Le club est créé en 1922 et atteint le niveau fédéral yougoslave dans les années 1960. Finaliste de la coupe de Yougoslavie en 1977, il atteint la finale de la coupe européenne des vainqueurs de coupes et s'incline face au Ferencváros de Budapest.
En 1986, le Primorac réalise le doublé coupe-championnat national.
Champion du Monténégro en 2007 et 2008, il remporte l'Euroligue 2009, la coupe européenne des clubs champions de la discipline, en finale face au tenant du titre Pro Recco.

## Palmarès masculin

### Europe
- Supercoupe : 2009[2].
- Euroligue : 2009.

### National
- Champion de Yougoslavie : 1986[1].
- Coupe de Yougoslavie : 1986[1].
- Champion du Monténégro : 1956[1], 2007 et 2008[3].
- Coupe du Monténégro : 2009[4].

## Sources et références
1. 1 2 3 4 5 6  Historique du club, site officiel du VK Primorac ; page consultée le 11 octobre 2009.
2. ↑  Men Supercup 2009, Ligue européenne de natation, 20 décembre 2009.
3. ↑  Palmarès du championnat du Monténégro sur 123sports, page consultée le 3 novembre 2009
4. ↑  « Primorcu treći trofej », Radio Televizija Crne Gore, 23 décembre 2009.